# 배수관

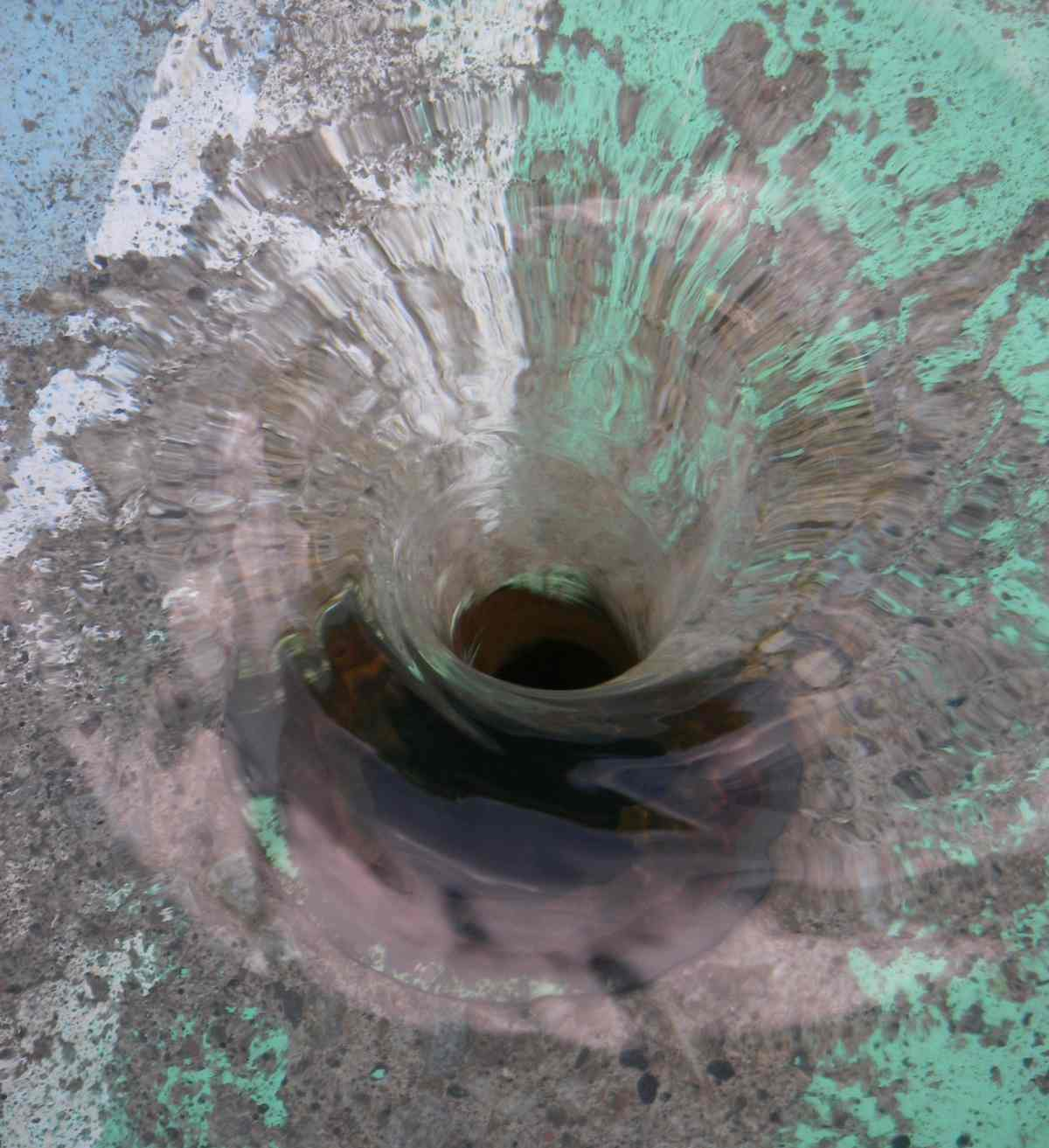

배수관(排水管, drain) 또는 하수구는 더 이상 쓰이지 않는 물이나 오물을 수용 가능한 장소로 흘려보내기 위한 관이다. 오물의 경우 방출되거나 처리된다. 하수구 물은 색깔이 탁하고 검으며, 매우 역겨운 냄새가 난다. 현미경으로 관찰해 보면, 깨끗한 물보다 하수구 물에서 훨씬 많은 미생물이 발견된다.
다른 한자의 배수관(配水管)은 수도관을 의미한다.

## 표준
ASME(American Society of Mechanical Engineers)는 다음의 표준을 출판한다:
- A112.6.3 – Floor and Trench Drains
- A112.6.4 – Roof, Deck, and Balcony Drains

## 같이 보기
- 수돗물
- 배관
- 하수도